# 楊玉如

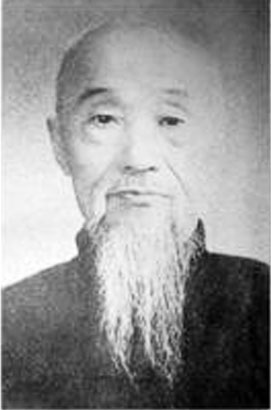

杨玉如（1878年—1960年），字宝珊，号藻香，笔名古复子，湖北沔阳（今仙桃市）解家口人，中国民主革命家。

## 生平
清朝光绪三十二年（1906年），杨玉如官费留学日本学习师范，其间加入中国同盟会。宣统元年（1909年）夏，他归国，在汉口任教员，并为报纸写稿。1910年，他在汉口创办《雄风报》并任主笔。1910年秋，他加入共进会。此后他积极参与促成文学社和共进会合并。1911年文学社、共进会正式合并，杨玉如任内务部副部长。会后，杨玉如和居正根据会议决议到上海购买枪械，并请黄兴和宋教仁到湖北主持起义。其间，武昌军警查抄了雄楚楼10号（杨玉如和刘公合租的寓所），追查杨玉如及刘公的下落。杨玉如的妻子吴静玉当即在该寓所服毒身亡。杨玉如回到汉口后，即躲避在刘英家。1911年10月10日，武昌起义，刘英响应，杨玉如起草的起义文告被广泛张贴，杨玉如还帮助刘英攻克天门。1911年10月末，杨玉如回到武昌，任鄂军都督府主任秘书。袁世凯继任中华民国临时大总统后，杨玉如被聘为总统府高等顾问，授勋五位。后来，他还曾任中央稽查局湖北调查会会长、第一届湖北省议会议员。
1915年袁世凯称帝，杨玉如通电反对袁世凯称帝，其议员资格遂被撤销。1917年，他被黎元洪任命为湖南道尹，但他没有就任，而是告假回到家乡沔阳买田地，后来还在武昌买房产。南京国民政府成立后，他以教育和读书为业。1946年，他约集武昌起义的参加者发起成立了辛亥首义同志会，他任该会常务理事。
1949年12月，他出席武汉各界人民代表座谈会。1950年，他加入湖北省社会科学工作者协会。此后他历任湖北省文物整理保管委员会委员、湖北省文史研究馆馆员。
1960年，杨玉如逝世。

## 著作
- 《辛亥革命先著记》